# Joeropsis personatus
Joeropsis personatus är en kräftdjursart som beskrevs av Brian Frederick Kensley1984. Joeropsis personatus ingår i släktet Joeropsis och familjen Joeropsididae. Inga underarter finns listade i Catalogue of Life.